# Transvaalobrium sudrei
Transvaalobrium sudrei là một loài bọ cánh cứng trong họ Cerambycidae.